# Alexandre Bortnikov
Pour les articles homonymes, voir Bortnikov.
Alexandre Vassilievitch Bortnikov, (en russe : Александр Васильевич Бортников) né le 15 novembre 1951 à Molotov (aujourd'hui Perm), est un général d'armée (2006) directeur du FSB depuis mai 2008. Il faisait partie auparavant du comité de direction de la Sovkomflot.
Depuis le 26 juillet 2014, l'Union européenne l'a interdit de visa, dans le cadre des sanctions occidentales à l'encontre de la fédération de Russie concernant la crise ukrainienne de 2013-2014.
En mars 2021, le département du Trésor des États-Unis et le département d'État des États-Unis sanctionnent Bortnikov à la fois pour son implication dans la tentative d'empoisonnement d'Alexeï Navalny et pour son rôle dans la guerre russo-ukrainienne,
Lors de l’attaque du Crocus City Hall en mars 2024, il accuse les services secrets ukrainiens et occidentaux d’être à l’origine de l’attentat.

## Chronologie
- 1973 : il termine l'institut d'État des ingénieurs du chemin de fer de Léningrad (Leningrad Railway).
- 1975 : il sort diplômé de l'École supérieure du KGB à Moscou
- Il travaille à partir de 1975 dans des opérations de contre-espionnage dans l'oblast de Léningrad et la ville de Léningrad (aujourd'hui Saint-Pétersbourg), il occupait des postes de personnel opérationnel et des postes de gestion. Il était employé dans les divisions de sécurité du KGB et de l'URSS.
- 2003 : il est nommé à la tête des services du FSB de Saint-Pétersbourg et de l'oblast de Léningrad.
- 2 mars 2004 : il est nommé vice-directeur du FSB de la fédération de Russie et chef du département de la sécurité économique.
- 12 mai 2008 : il devient directeur du FSB de Russie.